# Crónica Feminina
Crónica Feminina foi uma revista de sociedade portuguesa, publicada entre 1956 e 1986.
A revista foi fundada em Dezembro de 1956 e pertencia à Agência Portuguesa de Revistas. A sua primeira editora e directora foi Milai Bensabat, que desempenhou o cargo até 1966, quando deixou a revista para trabalhar na Magazine, e foi substituída por Isa Meireles. Publicou mais de 1.500 números no total.
A revista era destinada a mulheres da classe média, e abordava temas como beleza, moda, cultura e saúde. Utilizava uma linguagem simples e um tom familiar. Duas das suas rubricas eram Correio Sentimental e Conversando, em que "Gabriela" respondia a cartas de leitores à procura de conselhos sobre relações. Incluía também uma secção de anúncios pessoais, onde sobretudo homens solteiros procuravam mulheres com quem trocar correspondência. Para além destas, tinha uma página intitulada Parabéns a você que celebrava aniversários dos leitores, horóscopos, um suplemento culinário bimestral e uma secção chamada Consultório Médico com conselhos dados por profissionais médicos.
Foi o primeiro periódico a publicar uma fotonovela portuguesa, em 26 de novembro de 1959, no terceiro aniversário da revista, que levou a uma tiragem de 34.000 exemplares. O título da fotonovela era Casamento por Anúncio, realizada por Mário de Aguiar, director da Agência Portuguesa de Revistas, com argumento de Vitoriano Rosa, encenação de Alice Ogando e fotografia de Luís Mendes. As fotonovelas ocupavam cerca de dez páginas por número (que foram também as primeiras a ser publicadas a cores, a partir dos anos 70). A popularidade das fotonovelas terá sido um factor importante para o crescimento da revista de cerca de 50.000 exemplares em fevereiro de 1960 para 115.000 exemplares em novembro do mesmo ano
Um dos principais assuntos abordados pela revista era o do casamento, que muitas vezes era também o tema de capa. A revista distingue-se dos princípios do Estado Novo, que via a mulher como uma figura submissa, e mostra uma mulher mais independente, que não é "prisioneira do próprio lar". Para além disto, retrata a vida conjugal infeliz (também em oposição ao ideal promovido pelo regime), e o descontentamento da mulher, bem como as suas tentativas de alterar a dinâmica matrimonial.
A revista apresentava ainda outro elemento de emancipação feminina - a participação no mercado laboral. Até aí vista negativamente, por ser reduto exclusivo das mulheres mais pobres, forçadas a trabalhar no campo, a possibilidade de ter uma profissão é aqui exposta como algo desejável, que corresponde a uma maior formação e autonomia.
Incluiu ainda uma brochura, distribuída gratuitamente, com informação relativa a planeamento familiar, gravidez e parto, e métodos contraceptivos (a pílula começou a comercializar-se em Portugal nos anos 60), então contrários ao regime de Salazar, que não dava o direito às mulheres de usar contraceptivos contra a vontade do marido, sendo isto motivo para divórcio ou separação judicial. Depois do 25 de abril de 1974, a revista caminha em direcção à emancipação feminina.